# Apamea dörriesi
Apamea dörriesi là một loài bướm đêm trong họ Noctuidae.